# Gebhard von Mehring
Gebhard Mehring, ab 1867 von Mehring, (* 3. April 1798 in Belsenberg; † 15. Mai 1890 in Schwäbisch Hall) war ein württembergischer evangelisch-lutherischer Geistlicher und Politiker.

## Beruf
Nach Schule und Studium der Evangelischen Theologie begann Gebhard Mehring 1818 seine berufliche Laufbahn als Magister (Lehrer). Danach war er Helfer bei seinem Vater, der Superintendent in Langenburg war. 1822 wurde er Stadtpfarrer von Langenburg, von 1828 bis 1831 war er dort Dekanatsverweser und von 1831 bis 1845 dann Dekan. 1845 wurde er schließlich Prälat und Generalsuperintendent in Schwäbisch Hall. Am 25. März 1873 trat Gebhard von Mehring in den Ruhestand.
Mit Karl von Lechler und Carl von Burk prägte er die Evangelisch-Lutherische Konferenz für Württemberg.

## Politik
Die Generalsuperintendenten der Evangelischen Landeskirche waren Kraft Amtes privilegierte Mitglieder der Zweiten Kammer des württembergischen Landtags. Gebhard von Mehring trat nach seiner Ernennung in Hall deshalb auch 1845 in den Landtag ein. Er übte das Amt bis zu seinem Ruhestand 1873 aus. Er war ab 1851 Mitglied und am Schluss Vorstand der Bibliotheks-Kommission und der Petitions-Kommission.

## Ehrungen und Nobilitierung
- 1867 Ritterkreuz 1. Klasse des Ordens der Württembergischen Krone, welches mit dem persönlichen Adelstitel (Nobilitierung) verbunden war
- 1872 Kommenturkreuz 2. Klasse des Friedrichs-Ordens

## Schriften (Auswahl)
- Der Formalismus in der Lehre vom Staate. Ein rechts-philosophischer Versuch, Stuttgart/Tübingen 1833.
- Die christliche Lehre nach dem kleinen Katechismus Luthers. Zur Unterweisung geordnet, Stuttgart/Tübingen 1844.
- Die Zukunft der peinlichen Rechtspflege aus dem Standpuncte der Seelenlehre betrachtet, Schwäbisch Hall 1848.
- Die allgemeine gegliederte Volksvertretung, Stuttgart 1848.
- Die Bedeutung der kirchlichen Bekenntnisse. Vorträge, Heilbronn/Leipzig 1851.
- Grundzüge der speculativen Kritik, Heilbronn/Leipzig 1851.
- Die philosophisch-kritischen Grundsätze der Selbsterkenntniss, 3 Bände, Stuttgart 1857.
- Die philosophisch-kritischen Grundsätze der Selbstvoraussetzung oder die Religions-Philosophie, Stuttgart 1864.
- Die philosophisch-kritischen Grundsätze der Selbst-Vollendung oder die Geschichts-Philosophie. Ein Versuch, Stuttgart 1877.